# 밀양 삼강사비
밀양 삼강사비((密陽 三江祠碑)는 대한민국 경상남도 밀양시 삼량진읍, 삼랑진 낙동강 가에 자리잡은 오우정(여흥 민씨 소유의 정자) 안에 놓여 있는 비이다.
1995년 5월 2일 경상남도의 유형문화재 제306호 삼강사비로 지정되었다가, 2018년 12월 20일 현재의 명칭으로 변경되었다.

## 개요
삼랑진 낙동강 가에 자리잡은 오우정(여흥 민씨 소유의 정자) 안에 놓여 있는 비로, 조선 연산군·중종 때의 학자인 민구령과 그의 네 아우의 효우와 덕을 추모하고 있다.

## 참고 문헌
- 밀양 삼강사비 - 국가유산청 국가유산포털